# Hans Magnus Grepperud
Hans Magnus Grepperud (født 10. maj 1958 i Oslo) er en norsk tidligere roer.
Grepperud vandt bronze i toer uden styrmand ved OL 1984 i Los Angeles. Hans makker i båden var Sverre Løken. De to nordmænd vandt deres indledende heat samt deres semifinale, og i finalen sikrede de sig bronzen,  idet de blev besejret af rumænerne Petru Iosub og Valer Toma, der vandt guld, og spanierne Fernando Climent og Luis María Lasúrtegui, der tog sølvmedaljerne.
Grepperud og Løken vandt desuden en VM-guldmedalje i toer uden styrmand ved VM 1982 i Luzern, Schweiz.

## OL-medaljer
- 1984:  Bronze i toer uden styrmand